# Józef Dąbrowski (pallotyn)
Józef Dąbrowski (ur. 31 sierpnia 1914 w Szczepankowie, zm. 27 grudnia 1992 w Warszawie) – polski duchowny katolicki, pallotyn, prowincjał polskiej Prowincji Chrystusa Króla w latach 1972-1978.

## Życiorys
urodził się w 1914 w Szczepankowie w diecezji chełmińskiej. Uczył się w pallotyńskim gimnazjum w Sucharach. Do pallotynów wstąpił w 1935. Święcenia kapłańskie otrzymał 7 kwietnia 1941 w Warszawie z rąk abp. Stanisława Galla.
Był kapelanem i duszpasterzem młodzieży, młodych małżeństw oraz organizacji katolickich w Warszawie i okolicach. Był też m.in. redaktorem „Królowej Apostołów”, dyrektorem drukarni w Ołtarzewie, rektorem pallotyńskiej wspólnoty na ul. Skaryszewskiej w Warszawie.
W latach 1972–1978 był prowincjałem pallotyńskiej polskiej Prowincji Chrystusa Króla. Potem pracował w Wydziale ds. Zakonnych przy Sekretariacie Prymasa Polski, będąc jednocześnie kapelanem Sióstr Franciszkanek od Cierpiących. Ks. Dąbrowski przez wiele lat był też członkiem i sekretarzem Komisji Episkopatu ds. Duchowieństwa.
Zmarł w Warszawie 27 grudnia 1992 w wieku 78 lat. Spoczywa w kwaterze pallotyńskiej na cmentarzu w Ołtarzewie.